# Mącznik

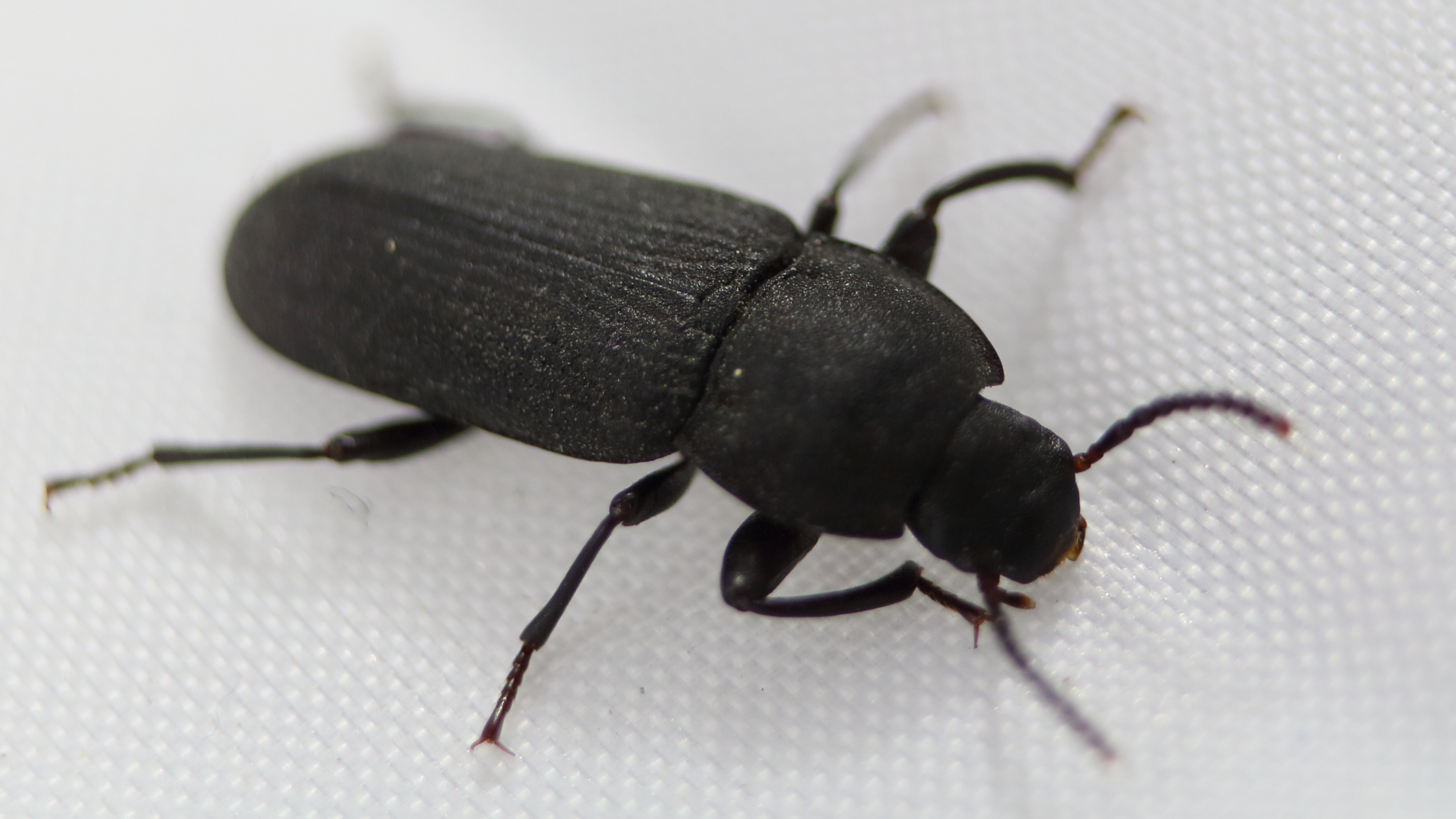
Mącznik ciemny

Mącznik (Tenebrio) – rodzaj chrząszczy z rodziny czarnuchowatych i podrodziny Tenebrioninae.

## Morfologia
Chrząszcze te mają wydłużone ciała o równoległych bokach, ubarwione brązowo, kasztanowo lub czarno, z wierzchu punktowane i mikroziarenkowane. Głowa jest poprzeczna, o szeroko zaokrąglonych policzkach i płaskich, wykrojonych na przedzie oczach. Głaszczki szczękowe mają ostatni człon toporowato rozszerzony. Czułki nie sięgają nasady przedplecza, ostatnie 5 członów mają poszerzone, a człony od ósmego do dziesiątego poprzeczne. Przedplecze jest trochę węższe od pokryw, na przedzie wykrojone, o ostro zaznaczonych kątach przednich i tylnych oraz łukowatych bokach. Tarczka jest pięciokątna i punktowana. Pokrywy są długie, punktowane w rzędach i na umiarkowanie wypukłym międzyrzędach, z tyłu zaokrąglone. Tylne skrzydła są w pełni rozwinięte. Odnóża są długie i silnie zbudowane, z zakrzywionymi udami przedniej pary.

## Biologia i występowanie
W warunkach naturalnych spotykane są w próchnie drzew. Gatunki synantropijne są kosmopolityczne i żerują na ziarnie i suszonych produktach spożywczych. W Palearktyce występuje 11 gatunków, z których 3 stwierdzono w Polsce: T. obscurus, T. opacus i T. molitor.

## Systematyka
Należą tu m.in.:
- podrodzaj: Tenebrio (Afrotenebrio) Gridelli, 1951
  - Tenebrio grandicollis (Fairmaire, 1897)
  - Tenebrio guineensis Imhoff, 1843
  - Tenebrio patrizii Gridelli, 1958
  - Tenebrio zairensis Ferrer, 1998

- podrodzaj: Tenebrio (Tenebrio) Linnaeus, 1758
  - Tenebrio molitor Linnaeus, 1758 – mącznik młynarek
  - Tenebrio obscurus Fabricius, 1792 – mącznik ciemny
  - Tenebrio opacus Duftschmid, 1812 – mącznik próchniarek
  - Tenebrio punctipennis Seidlitz, 1896

- podrodzaj: incertae sedis
  - †Tenebrio effossus Germar, 1837
  - †Tenebrio senex Heyden, 1859